# Alfonso Buonomo
Alfonso Buonomo (Nàpols (Campania), 12 d'agost, 1829 - Idem. 28 de gener, 1903), va ser un compositor italià actiu a Nàpols, on es van estrenar les nou òperes. També va compondre música sacra i cançons de saló.
Buonomo va néixer a Nàpols i va estudiar al Conservatori de San Pietro a Majella. La seva formació inicial allà va ser principalment en piano i veu, però més tard va decidir centrar-se en la composició que va estudiar amb Giuseppe Lillo. Va debutar com a compositor d'òpera el 1857 amb l'estrena al Teatro Nuovo de Cicco e Cola, una òpera buffa en tres actes amb llibret d'Almerindo Spadetta.